# Абдулрахман аль-Абуд
Абдулрахма́н Али́ Хасса́н аль-Абу́д (араб. عبد الرحمن علي حسان العبود‎; род. 1 июня 1995, Саудовская Аравия) — саудовский футболист, полузащитник клуба «Аль-Иттихад» и сборной Саудовской Аравии.

## Игровая карьера

### Клубная карьера
С 2014 по 2019 год аль-Абуд играл за клуб «Аль-Иттифак», включая также сезон 2016/17 на правах аренды за клуб «Аль-Оруба».
В июле 2019 году перешёл в клуб «Аль-Иттихад», подписав с командой четырёхлетний контракт.
В 2022 году подписал с командой новый контракт сроком на 3 года.

### Карьера в сборной
Осенью 2022 года вошёл в состав сборной Саудовской Аравии на чемпионат мира 2022 года; на турнире сыграл в двух проигранных матчах со сборными Польши (0:2) и Мексики (1:2).

## Достижения
«Аль-Иттихад»
- Чемпион Саудовской Аравии  (1) : 2022/23
- Обладатель Суперкубка Саудовской Аравии  (1) : 2022